# Buyumpu (vattendrag, lat -2,80, long 29,43)
Buyumpu är ett vattendrag i Burundi. Det ligger i den nordvästra delen av landet, 60 kilometer norr om huvudstaden Bujumbura.
I omgivningarna runt Buyumpu växer huvudsakligen savannskog. Runt Buyumpu är det tätbefolkat, med 257 invånare per kvadratkilometer.